# Sport Clube Os Dragões Sandinenses
O Sport Clube "Os Dragões Sandinenses" é um clube português, localizado na freguesia de Sandim, Município de Vila Nova de Gaia, Distrito do Porto. O clube foi fundado a 15 de Novembro de 1927 e o seu atual presidente chama-se Manuel Gomes dos Santos. Na época de 2022-2023, disputa a Divisão de Elite da AF Porto. Os seus jogos em casa são disputados no Estádio do Tourão, em Sandim.

## História
Tem uma já longa história o "desporto-rei", em Sandim. Segundo os Estatutos, o Foot Ball Clube "Os Dragões Sandinenses" foi fundado em 15 de Novembro de 1927; mas as suas raízes já vinham de trás, pelo menos de 1921. Tendo em consideração esta ultima data, podemos considerar Sandim a primeira freguesia de Gaia a praticar futebol, se descontarmos a sede do conselho esta última data. Quanto às instalações para a prática do desporto, o Estádio do Tourão é do que melhor existe no Concelho de Vila Nova de Gaia.
Recuemos ao tempo dos pioneiros. Em 1921, foi criado o Futebol Clube de Sandim, pela iniciativa de três entusiastas:
- Manuel Cruz
- Benjamim Francisco da Rocha "Roças"
- Antonio "dos Quinteiros"

O campo era um terreno de passal, junto à Residência Paroquial e que, na altura, em virtude das expropriações da 1° República estava na posse do Estado. A primeira bola custou 50$00!
Em 1925, o Foot Ball Clube de Sandim requer à Junta de Freguesia que ateste a sua existência, a fim de pedir ao Comité Olímpico Português a respectiva legalização. Os signatários deste requerimento são: 
- Presidente- António Francisco da Rocha
- Vice-presidente - Joaquim da Costa Neves
- 1°Secretário - Joaquim Ferreira
- Tesoureiro - José Maria da Cruz .

A resposta da junta foi dada em 21/3/1925; confirma a existência do Clube, que pratica o futebol, num terreno pertencente ao estado, que fora expropriado à Igreja.
Como o campo referido não tinha as medidas regulamentares, a iniciativa gorou-se, e o Grupo acabou por se desfazer.
No entanto, alguns do jogadores reorganizaram-se, agora liderados por Manuel Baptista Pinto, de Gende, e surgiu assim o Águia Futebol Clube. Sem campo próprio, estas águias voavam baixo: contentavam-se em fazer uns jogos amigáveis, nos campos alheios.
A dois outros Sandinenses estavam destinados voos mais altos: Joaquim de Sousa Lopes Júnior e João Francisco Saúde. Após diligências porfiadas, conseguiram vencer o primeiro grande desafio que foi alugar um terreno para campo de jogos; e assim surgiu o Campo do Tourão. O resto foi surgindo naturalmente.
Inicialmente chamaram à nova colectividade Dragões Sport Clube de Sandim. Quando mais tarde se tornou obrigatória a legalização dos Estatutos, o que aconteceu em 1945, o nome que ficou registado foi o que perdurou até à actualidade: Sport Clube "Os Dragões Sandinenses"; e a data atribuída à fundação, 15 de Novembro de 1927.
Um dos primeiros "dragões", que apoiou o clube nas primeiras horas de vida foi Joaquim Ferreira da Silva, "Sância", de Aldeia Nova, a quem foi dado o nº 3 de sócio.
A inauguração do Campo de jogos foi somente em Agosto de 1929, já que as terraplanagens, construção de vedações e balneários, tudo com carácter muito precário, andaram lentamente, ao ritmo das fracas disponibilidades financeiras. O essencial dos festejos consistiu num jogo de futebol entre os Sandinenses e um misto de vedetas do Futebol Clube do Porto, do Salgueiros e do Progresso, naquela altura, todos eles clubes de primeiro plano, o jogo acabou com uma derrota do clube de Sandim por 6-1.
Depois foi percorrido um longo caminho, até ao presente, cheio de altos e baixos, mas tendo os Sandinenses sempre encontrado forças e energia para fazer crescer o seu clube.
As obras no Parque de Jogos fizeram-se em várias fases. Até finais dos anos 40, foi tudo muito pobre e improvisado. Nos anos 50, surgiu o Campo de Jogos com todas as estruturas mínimas necessárias, de modo a constituir motivo de orgulho para os Sandinenses e admiração e apreço para os forasteiros. Nos anos 70 e 80, foi a instalação da iluminação do campo, o arrelvamento, a construção das bancadas, a criação do campo de treinos, em suma, a criação do Estádio do Tourão.
E, por todo este longo tempo o Sport Club "Os Dragões Sandinenses" ocupam um lugar destacado, entre o que de melhor se tem feito em Vila Nova de Gaia.
A Comissão Administrativa do Sport Clube Dragões Sandinenses emitiu, em Outubro de 2020, um comunicado, no qual admite que não tem capacidade financeira para liquidar uma dívida antiga, no valor 7 mil euros, a um antigo atleta, solicitando ajuda para evitar fechar portas.

## Camisolas
Os primeiros equipamentos foram azuis e brancos e cada jogador comprou o seu. Cada camisola custou 20$00. Será por coisas como estas que hoje dizemos que antes havia verdadeiro amor à camisola?
Continuando a falar de camisolas: o azul e branco durou pouco tempo, até ser substituído pelo verde rubro e, por estranho que pareça, aqui entrou política. O azul e branco eram as cores da extinta Monarquia, e isso era intolerável para o Sr. António "Fandango", que se batia pela República. Vai daí, mandou fazer duas dúzias de camisolas com as cores republicanas, e ofereceu-as ao Clube. Dado o pouco desafogo económico de então; foram aceites as camisolas, e deste modo, o verde e o vermelho ficaram para sempre a colorir os "Dragões" de Sandim. 

## Títulos
1- III Divisão Nacional - Nível 4 - 1996/97 e 2004/05 
2 - AF Porto 1ª Divisão - 1985/86, 2010/11

### Histórico em Futebol
|                   | Nº Presenças | Títulos |
| ----------------- | ------------ | ------- |
| Temporadas na 1ª  | 0            | 0       |
| Temporadas na 2ª  | 0            | 0       |
| Temporadas na 2ªB | 5            | 0       |
| Temporadas na 3ª  | 17           | 1       |
| Taça de Portugal  | 20           | 0       |
| Taça da Liga      | 0            | 0       |